# 夏春亭
夏春亭（1955年—），山东威海人，汉族，中华人民共和国政治人物、第十一届全国人民代表大会山东地区代表。
毕业于莱阳农学院企业管理专业。担任山东华夏集团董事长。2008年起担任全国人大代表。